# Toyota Camry (XV40)
El Toyota Camry (XV40) es un automóvil de tamaño mediano producido por Toyota desde enero de 2006 hasta octubre de 2011. Reemplazando  a  la serie XV30, el XV40 representó la sexta generación del Toyota Camry en todos los mercados fuera de Japón, que siguió un linaje generacional diferente. Entre 2006 y 2010, un modelo de ingeniería con insignia llamado Daihatsu Altis se vendió junto con el Camry en Japón. Toyota reemplazó la serie XV40 en 2011 con el XV50.
Presentado en el Salón Internacional del Automóvil de Norteamérica de enero de 2006, el XV40 hizo su debut en ventas en Norteamérica en marzo de 2006 como modelo 2007. Por primera vez, se ofreció una versión híbrida gasolina / eléctrica del Camry además de los motores de aspiración natural de cuatro y seis cilindros.
Al igual que el modelo XV30 anterior, el XV40 se ofreció en dos formas distintas. El Camry vendido en Australasia y Norteamérica era el mismo que la versión disponible en Japón; la versión vendida en China y la mayor parte del sudeste asiático se basó en el XV40 Aurion de diseño australiano. El Aurion era esencialmente el mismo que el Camry normal, aunque con un estilo revisado en la parte delantera y trasera y pequeñas alteraciones en el interior.
 

## Diseño
Al igual que el XV30 anterior, el diseño del Toyota Camry de la serie XV40 se dividió en dos configuraciones separadas: "regular" y "de  lujo". [7][8] El "Camry normal" se vende en Australasia, [9] Hong Kong, [10] India, [11] Japón, [12] Oriente Medio, [13] América del Norte [14] y Rusia. [15]Sin embargo, el "Camry de lujo" es un modelo de diseño australiano que se vende junto con el "Camry normal" en Australasia y Oriente Medio como Aurion. [16][17] China y la mayoría de los países del sudeste asiático también reciben el Aurion, aunque tiene el distintivo de "Toyota Camry", ya que el automóvil normal no se ofrece en esos mercados. [9]

### Camry regular
Haciendo su debut en el Salón Internacional del Automóvil de Norteamérica de enero de 2006, [18] el Camry XV40 toma una forma más elegante en comparación con su predecesor. [19][20] El diseño se basa en el lenguaje de diseño corporativo de "claridad vibrante" de Toyota, con una parrilla de tres barras y un capó y baúl escalonados. [21]El ingeniero jefe del XV40 fue Kenichiro Fuse. [22]El desarrollo comenzó a principios de 2002 bajo el mando del ingeniero jefe Kenichiro Fuse. [23]Se fijó un diseño final en septiembre de 2003 y se congeló en agosto de 2004, 17 meses antes de la producción. [24][25] Las patentes de diseño se presentaron el 27 de diciembre de 2005 en la Oficina de Patentes y Marcas de los Estados Unidos. [26]
El XV40 fue rediseñado para incorporar una distancia entre ejes de 55 milímetros (2 pulgadas) más larga, [27] huellas de ruedas más anchas y una carrocería más rígida. [28]Aunque la longitud total es igual a la de su predecesor, Toyota maximizó el volumen interior, especialmente el espacio hacia adelante y hacia atrás. Esto se logró moviendo la base del parabrisas y el vidrio trasero hacia afuera y rediseñando los asientos delanteros. [21][29] Con 535 litros (19 pies cúbicos), [30] el espacio de carga se ha reducido en 32 litros (1 pie cúbico) con respecto al modelo anterior. [31][32] El SE / Sportivo proporciona 504 litros (18 pies cúbicos) debido a la colocación de refuerzos detrás del asiento trasero, [30] con la versión híbrida cayendo a 389 litros (14 pies cúbicos) debido a la ubicación del paquete de baterías . [33]La parte inferior de la carrocería del XV40 está escalonada, creando un efecto venturi y, por lo tanto, un área de baja presión debajo de la parte delantera para aumentar la carga aerodinámica. Otras características de diseño aerodinámico incluyen una cubierta de motor escalonada y carenados de las ruedas traseras para canalizar el flujo de aire alrededor de los neumáticos. [34]El coeficiente de resistencia aerodinámica permanece en 0,28, cayendo a 0,27 para la versión híbrida (lo que lo convierte en el automóvil más aerodinámico construido en Australia). [35][36]
El modelo deportivo, conocido como "SE" en Norteamérica y "Sportivo" en Australasia, [37] fue desarrollado por Toyota Australia. [34]Cuenta con una parrilla negra de "panal de abeja", faros antiniebla y cabeza teñidos de negro, alerón trasero, apéndices del kit de carrocería y una altura de manejo más baja junto con ruedas de 17 pulgadas de diámetro más anchas y grandes. [38][39] [40] Para aumentar la carga aerodinámica de la parte trasera, el SE / Sportivo incluye cubiertas adicionales en el piso trasero y el tanque de combustible. [34]Las mejoras específicas de manejo incluyen el uso de amortiguadores más firmes, un aumento en la tasa de resorte, barras estabilizadoras más gruesas, refuerzos adicionales en el piso y los lados de la carrocería, y una abrazadera en "V" detrás del asiento trasero (que evita que el asiento trasero se pliegue hacia abajo, ofreciendo un pase de esquí solamente). [41][42] Los cambios en el interior incluyen tela deportiva de color carbón y un volante de tres radios forrado en cuero. [40]Además de la configuración de suspensión orientada a los deportes, Nueva Zelanda, Oriente Medio y América del Norte también han adoptado la calibración de suspensión de grado estándar de Toyota Australia. [43]La geometría de la suspensión consta de puntales MacPherson independientes, brazos en L, resortes helicoidales, amortiguadores de gas y una barra estabilizadora articulada en la parte delantera, mientras que la configuración trasera comprende puntales MacPherson independientes de doble enlace con resortes helicoidales, amortiguadores de gas y barra estabilizadora  de  bola  esférica. [44]
Toyota presentó un diseño Camry XV40 "regular" renovado en enero de 2009 en el Salón Internacional del Automóvil de América del Norte. Los cambios visuales incluyen una fascia delantera actualizada, que incluye parrilla y parachoques con tomas de aire más grandes, faros de proyección más grandes, lentes de luces traseras rediseñadas que incorporan LED en todos los modelos (anteriormente solo híbridos) [45] y molduras de ruedas revisadas, entre otros cambios de diseño. [46][47] El interior recibió un ajuste revisado, interruptores de ventanilla eléctrica mejorados y un sistema de audio renovado. [47]El sistema de audio ahora admite radio satelital (en América del Norte) y conectividad USB adicional, con la pantalla montada en el tablero ahora integrando una cámara de respaldo para modelos equipados con navegación por satélite. [48]

### Prestige Camry (Aurion)
El Camry vendido en la mayor parte del sudeste asiático, China y Taiwán es conocido como el "Camry de lujo" por los funcionarios de Toyota en Japón. [7]El Camry de  lujo  es un XV40 Aurion rebautizado, un producto regional diseñado en Australia y basado en el Camry normal. [7][49] Aunque las fascias delantera y trasera son exclusivas del Aurion, [50] los lados de la carrocería, incluidas las puertas y los cuartos traseros, el invernadero y el techo son intercambiables con el Camry normal. [9]Este componente compartido también significa que Aurion tiene la misma distancia entre ejes, pistas de ejes y dimensiones interiores. Desde el interior, el Aurion también comparte un diseño interior común con el Camry, que incluye un tablero inferior casi idéntico, pero con una parte superior del tablero rediseñada y una consola central renovada. [50][51] En Oriente Medio, el Aurion comparte su tablero con el Camry normal.
Como el Camry, el Aurion fue diseñado con el lenguaje de diseño de "claridad vibrante" de Toyota. Sin embargo, el Aurion también integra una teoría de "claridad vibrante" conocida como "desequilibrio perfecto" que involucra características corporales que actúan como contrapunto a otras características corporales. Ejemplos de esto incluyen superficies cóncavas y convexas que se cruzan y características esculpidas verticales en la fascia delantera, que están equilibradas por los faros horizontales. [52]La "arquitectura de doble cóncavo" del frontal también se puede caracterizar por la línea de pliegue del capó que sobresale y la rejilla profunda. La misma arquitectura se aplica en la parte trasera, con un parachoques profundo, una tapa del maletero en forma de concha que envuelve los flancos, tubos de escape dobles y luces traseras. [53]

## Híbrido

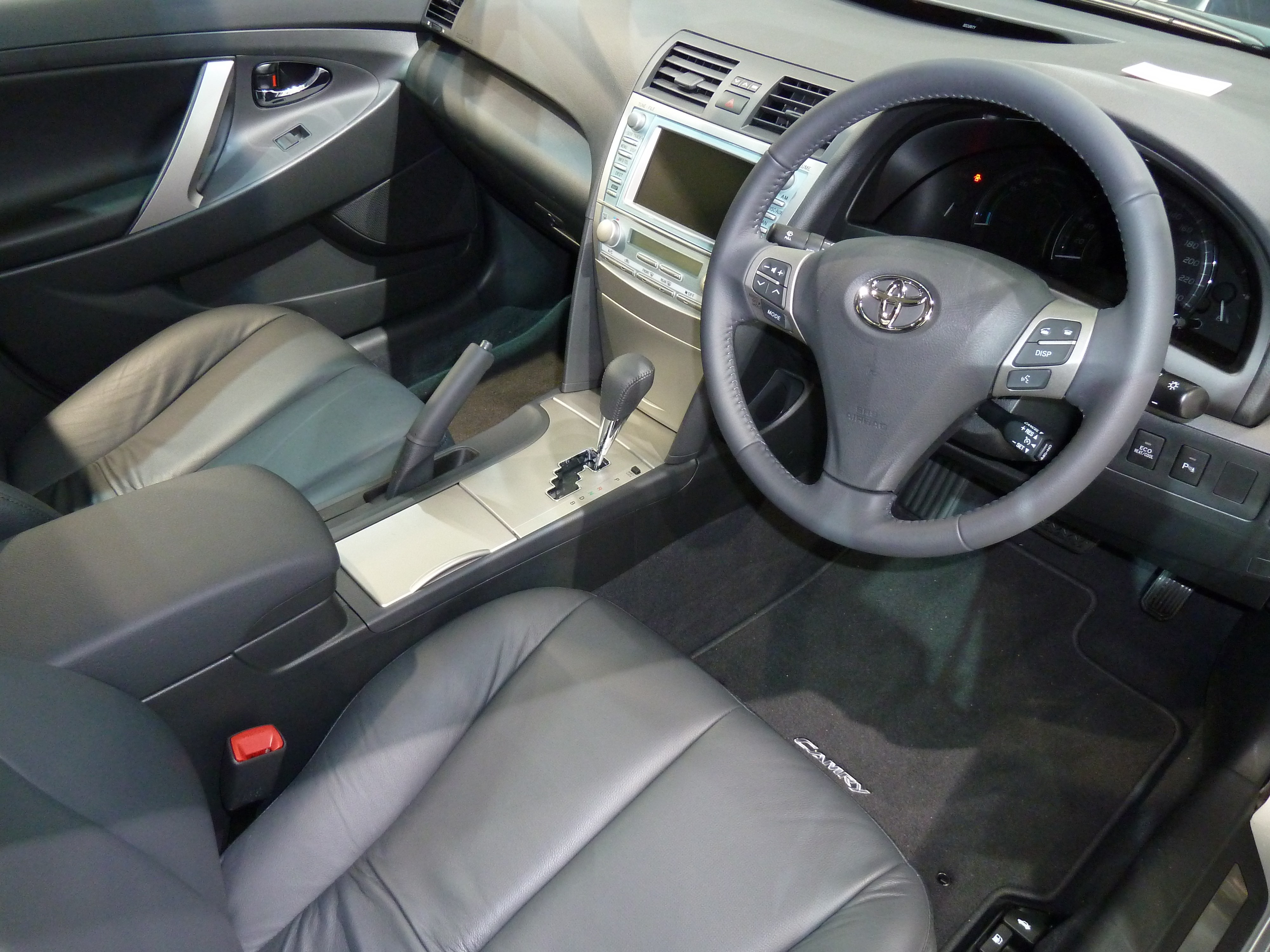
Interior

El XV40 fue la primera serie Camry disponible con un tren motriz híbrido de gasolina / eléctrico (ver: a continuación). Conocido como el "Toyota Camry Hybrid", el modelo de gasolina y electricidad se estrenó en enero de 2006, junto con el automóvil no híbrido. [54]Los Camry Hybrids se construyeron inicialmente únicamente en la planta de Tsutsumi [55] en Toyota, Aichi, Japón, [56] aunque el híbrido nunca ha estado disponible para su compra en su mercado interno. [57]Desde octubre de 2006, los modelos para el mercado norteamericano cambiaron la producción a Toyota Motor Manufacturing Kentucky en los Estados Unidos. [58]Toyota Australia inició la fabricación local del híbrido el 11 de diciembre de 2009 en su planta de Altona, Victoria. [59]En Australasia, el automóvil se conoce como "Toyota Hybrid Camry", a diferencia de "Camry Hybrid". [60]Desde mayo de 2009, el modelo híbrido también se produce en la planta Gateway de Toyota Motor Thailand en Chachoengsao. [61]A diferencia de los modelos Camry Hybrid producidos en otros lugares, los modelos tailandeses se basan en el diseño del  "Camry  de  lujo". [62]En agosto de 2009, las ventas mundiales del Camry Hybrid representan el 8,3 por ciento de las ventas totales de híbridos de Toyota, ocupando el segundo lugar después del Toyota Prius, con más de 167.000 Camry Hybrids vendidos. [63]En diciembre de 2009, las ventas acumuladas del Camry Hybrid habían alcanzado las 154.977 unidades en los Estados Unidos, lo que lo colocaba como el tercer automóvil híbrido eléctrico más vendido en ese mercado. [64]
 
En comparación con las variantes de solo gasolina, varias características son exclusivas del híbrido. Además del tren motriz híbrido, el Camry Hybrid emplea dirección asistida eléctrica, frenos y aire acondicionado que están en pleno funcionamiento una vez que se desactiva el motor de combustión interna. [65]El automóvil puede funcionar en modo totalmente eléctrico, solo gasolina o ambos. Una pantalla de tablero en tiempo real muestra la distribución de energía y el funcionamiento del sistema híbrido y el tacómetro se reemplaza por una lectura analógica de economía de combustible. [66][67] El tren motriz híbrido también ha necesitado un bastidor auxiliar delantero rediseñado, junto con prensados en el piso trasero y central remodelados. [66]Esto fue necesario para acomodar el paquete de baterías, que se guarda en el maletero. [68][69] Otras diferencias incluyen los espaciadores de las ruedas y los bajos de la carrocería que reducen la resistencia aerodinámica de 0,28 a 0,27 cd, [36] [70] un modo de funcionamiento "Eco" para el sistema HVAC que reduce la salida del aire acondicionado para ayudar a ahorrar combustible, [ 71] y Gestión Integrada de la Dinámica del Vehículo (VDIM). [67]Los cambios estéticos se limitan a luces traseras rediseñadas con LED, [46] [72] una rejilla cromada, a diferencia de la versión codificada por colores en todos los demás modelos de Camry, [73] y emblemas orientados a los híbridos que incluyen el distintivo "Híbrido". en los guardabarros delanteros y un logotipo "Hybrid Synergy Drive" montado en la tapa del maletero. [74]
Para la versión renovada que debutó en el Salón Internacional del Automóvil de Norteamérica de enero de 2009, Toyota trabajó para diferenciar mejor el estilo del híbrido del resto de la gama Camry. [47]Esto se logró mediante la instalación de una fascia delantera distinta con una gran presa de aire central, faros antiniebla con ranuras verticales y una rejilla de una sola hoja. [75]Desde la parte trasera, las luces traseras se abstienen de las inserciones de lentes principalmente rojas colocadas previamente, a lentes predominantemente transparentes, [76] mientras que el interior recibe un indicador de economía de combustible de nuevo diseño. [77]Los registros de diseño del Camry Hybrid renovado, teniendo en cuenta los cambios realizados en el original, se presentaron el 19 de diciembre de 2008 en la Oficina de Patentes y Marcas de los Estados Unidos. [78]

## Tren motriz
Las opciones de tren motriz para el Camry XV40 comprendían motores de cuatro y seis cilindros con transmisiones manuales y automáticas. El motor de nivel de entrada era un 2.4 litros 2AZ-FE de cuatro cilindros en configuración de tracción delantera disponible con transmisiones manuales y automáticas, ambas unidades de cinco velocidades. [79]Solo para el mercado japonés, estaba disponible una variante de tracción total del motor de 2.4 litros, aunque una automática de cuatro velocidades fue la única transmisión instalada. Todos los demás Camry de la serie XV40 utilizan tracción delantera. [80]Los XV40 producidos en los Estados Unidos a partir de enero de 2009 vieron el motor 2AZ-FE de 2.4 litros reemplazado por el motor 2AR-FE de 2.5 litros y con él trayendo nuevas transmisiones manuales y automáticas de seis velocidades. [81]En algunos mercados, la combinación de tren motriz de nivel superior era un motor 2GR-FE V6 de 3.5 litros emparejado exclusivamente con una automática de seis velocidades. [82]
Toyota también ofreció una versión híbrida eléctrica del motor de 2.4 litros, designado 2AZ-FXE que emplea el ciclo Atkinson para maximizar el ahorro de combustible. [83]El híbrido utiliza el sistema Hybrid Synergy Drive (HSD) de Toyota [84] y hace uso de la transmisión electrónica continuamente variable (e-CVT) de Toyota, un mecanismo similar en función a una CVT normal. [85]El motor de gasolina produce 110 kilovatios (148 hp) y 187 newton-metros (138 lb⋅ft) de torque, [84] con el motor eléctrico de 650 voltios que proporciona 105 kilovatios (141 hp) y 270 newton-metros (199 lbft). pie). Trabajando en conjunto, ambos motores producen una potencia combinada total de 140 kilovatios (188 caballos de fuerza); sin embargo, debido a la complejidad de cuantificar una cifra de par combinado, Toyota no ha proporcionado una. [86]El paquete de baterías utilizado por la versión híbrida es una unidad de níquel-hidruro metálico montada en el maletero, que pesa alrededor de 70 kilogramos (154 libras). Aproximadamente 135 kilogramos (298 lb) de hardware híbrido están instalados en el automóvil en total. Sin embargo, Toyota afirma que esto se ve anulado por el aumento de potencia cortesía del motor eléctrico que mejora la aceleración en un 15 por ciento estimado en comparación con la variante automática no híbrida de 2.4 litros y cinco velocidades. [66]En el Salón del Automóvil de Los Ángeles de noviembre de 2008, Toyota dio a conocer un concepto de versión híbrida eléctrica alimentada por gas natural comprimido (GNC). [87]

## Seguridad
Toyota mejoró la seguridad del Camry aumentando la rigidez estructural del XV40. [89]Esto se ha logrado mediante la aplicación de acero de ultra alta resistencia, que se estampa en caliente en el techo del Camry, los pilares A y B y los paneles de los balancines. La estructura de los soportes de los asientos delanteros fue diseñada para transferir cargas de impacto de colisión lateral a través del automóvil. [90]
El Instituto de Seguros para la Seguridad en las Carreteras (IIHS, por sus siglas en inglés) otorgó al sedán Camry una calificación general de "bueno" tanto en las pruebas de impacto frontal como en las de impacto lateral. [91]Ambas pruebas también reciben la calificación de "bueno" en las 14 categorías medidas, [92] [93] y también se califica como "bueno" en la prueba de resistencia del techo con una relación resistencia-peso de 5,31 que soporta una fuerza máxima de 7,978 kilogramos ( 17.588 libras). [94]La Administración Nacional de Seguridad del Tráfico en Carreteras (NHTSA) originalmente calificó al XV40 con la calificación completa de cinco estrellas para las pruebas de conductor frontal, pasajero frontal, conductor lateral y pasajero trasero lateral, y una calificación de cuatro estrellas para la prueba de vuelco. [95]Sin embargo, con arreglo a la nueva metodología de prueba de la NHTSA introducida en 2010, el año modelo 2011 XV40 se degradó a una calificación de tres estrellas. [96]Esta puntuación general del vehículo se desglosó en la clasificación de choque de la barrera frontal de cuatro estrellas para el conductor (hombre) y dos estrellas para el pasajero delantero (mujer), lo que otorga una clasificación general de protección de impacto frontal de tres estrellas. Una clasificación de barrera lateral de cinco estrellas para el conductor (hombre) y dos estrellas para el pasajero delantero (mujer), dio una clasificación general de protección contra impactos laterales de tres estrellas. El tercer componente de prueba, la calificación de rollover, resultó en una calificación de cuatro estrellas. [97][98] Posteriormente, la NHTSA probó una versión posterior del Camry modelo 2011 con seguridad mejorada. Esto resultó en un aumento de la calificación de la barrera lateral de dos a cuatro estrellas para la pasajera delantera, aumentando así la calificación general del Camry a cuatro estrellas. [99]
Las pruebas realizadas por el Programa de Evaluación de Autos Nuevos de Australasia (ANCAP) dieron como resultado que el Camry XV40 recibiera una calificación de seguridad de cuatro estrellas o una puntuación de 27.53 de 37. Se instalaron bolsas de aire frontales dobles en el modelo probado. [100]ANCAP probó posteriormente la variante híbrida equipada con bolsas  de  aire  laterales y de cortina adicionales. El híbrido también obtuvo cuatro estrellas, aunque logró una calificación más alta de 28,22 puntos. [101]Impulsado por el mandato de calificación de seguridad ANCAP de cinco estrellas para todos los automóviles de pasajeros comprados por el gobierno federal australiano a partir del 1 de julio de 2011, Toyota Australia revisó la especificación del XV40, incluida la instalación de un recordatorio del cinturón de seguridad del pasajero delantero. Esto resultó en un resultado mejorado de cinco estrellas para los modelos australianos producidos a partir de mayo de 2011. Mientras que la versión normal obtuvo 33,13 puntos, el híbrido puntuó ligeramente mejor con 33,22 de 37. El choque compensado rindió 14.29 de 16, con 14.84 de 16 para la prueba de choque de impacto lateral. Dos puntos adicionales se obtuvieron al completar la prueba de la pole, mientras que los recordatorios del cinturón de seguridad arrojaron los dos puntos de calificación requeridos para el resultado de cinco estrellas. Al híbrido le fue de manera idéntica, excepto en la prueba de choque de compensación, donde ganó 0.08 puntos y luego recogió 0.01 en el choque de impacto lateral. Ambos coches también obtuvieron una calificación de protección de peatones "marginal" con 14,5 de 36. [102]La edición 2010 de las Clasificaciones de seguridad de vehículos usados de la Universidad de Monash, encontró que el XV40 proporciona un nivel "excelente" (cinco de cinco estrellas) de protección de seguridad para los ocupantes en caso de accidente. [103]

### Retiradas
El 26 de septiembre de 2007, Toyota retiró del mercado las alfombrillas de goma para uso pesado "para todo clima" opcionales de los modelos Toyota Camry XV40 de 2007 y 2008 vendidos en América del Norte. [104]Toyota emitió un segundo retiro el 2 de noviembre de 2009 pidiendo a los propietarios que quitaran la alfombrilla del piso del conductor y no la reemplazaran por ningún otro tipo de alfombrilla. [105]Toyota extendió el retiro de las alfombrillas del piso el 25 de noviembre para reconfigurar el pedal del acelerador, reemplazar las alfombrillas para todo clima e instalar un sistema de anulación de frenos para evitar una aceleración repentina no intencional. [106]Toyota emitió un cuarto retiro del Camry relacionado con la aceleración no deseada el 21 de enero de 2010, esta vez en respuesta a informes de pedales del acelerador pegados en modelos sin tapetes. [107]Las evaluaciones de Car and Driver y Edmunds encontraron que los frenos del Camry eran lo suficientemente potentes como para superar el acelerador en todas las pruebas, deteniendo el auto de manera segura [108].[109]

## Mercados

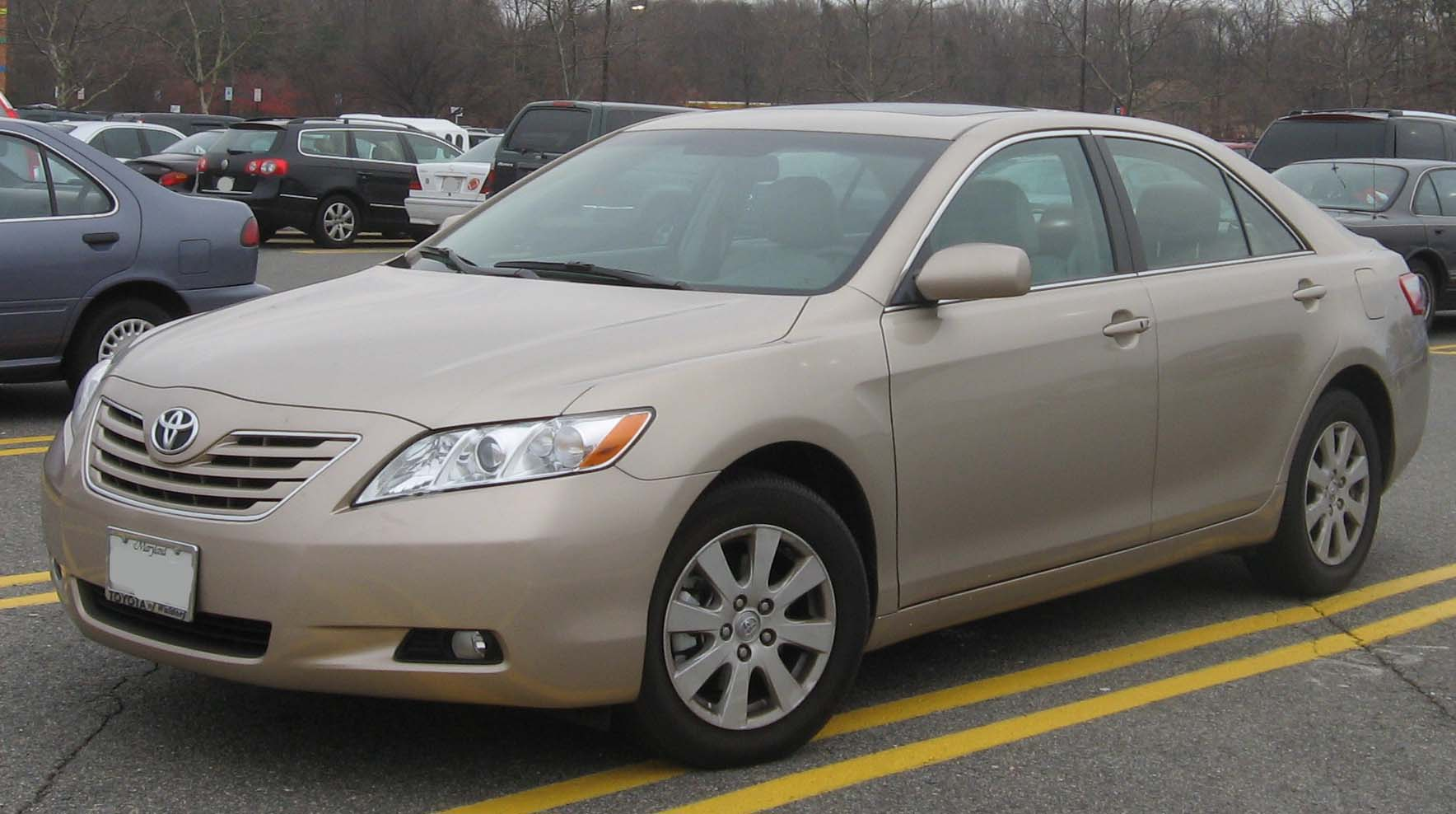
Toyota Camry (EE.UU. 2007-2008)

Los XV40 Camrys se produjeron en la planta de Tsutsumi en Toyota, Aichi, Japón; [110] [111] el sitio de producción de Toyota Motor Manufacturing Kentucky en Georgetown, Kentucky en los Estados Unidos; [112] las instalaciones de Toyota Australia en Altona, Victoria; [ 113] y Shushary, San Petersburgo, Rusia desde diciembre de 2007. [114]El 20 de abril de 2007, comenzó la fabricación adicional de Camry estadounidense en Subaru of Indiana Automotive en Lafayette, Indiana. [115]Un Camry fabricado en Japón se indica con un Número de identificación del vehículo (VIN) que comienza con "J"; Los modelos fabricados en los Estados Unidos se indican con un número. [116]

### Asia
El Camry en Japón se lanzó el 30 de enero de 2006 con un objetivo de ventas de 1.000 unidades por mes. [117]Se ofrecen dos combinaciones de transmisión: el motor de 2.4 litros y la transmisión automática de cinco velocidades en configuración de tracción delantera (FWD), o el mismo motor combinado con la transmisión automática de cuatro velocidades que utiliza tracción en  las  cuatro  ruedas (AWD). [80]
Ofrecido en tres niveles de lujo: "G", "G Limited Edition" y "G Dignis Edition", AWD es opcional en los dos modelos básicos ("G Four" y "G Four Limited Edition"). [118][119] El Camry "G" básico cuenta con rines de acero de 16 pulgadas, seis bolsas de aire, entrada y arranque sin llave, indicadores "Optitron", cerraduras de puertas automáticas sensibles a la velocidad, volante de cuatro radios forrado en cuero y palanca de cambios , una consola central de fibra de madera, aire acondicionado con control de clima de doble zona y un asiento del conductor eléctrico (solo FWD). [120]El segundo nivel "G Limited Edition" gana rines de aleación de 16 pulgadas y control de crucero, mientras que el nivel superior "G Dignis Edition" cuenta con un inserto de rejilla con acabado metálico, control de estabilidad del vehículo (VSC), limpiaparabrisas con sensor de lluvia, madera inserciones de grano para el volante y la perilla de cambios y una pantalla LCD táctil panorámica de 7 pulgadas (178 mm) (que incorpora navegación por satélite, televisión, soporte de manos libres Bluetooth y telemática G-BOOK). [120][121] [122] Daihatsu continuó con su variante Altis para el mercado japonés, también introducida el 30 de enero de 2006. [123]Ofrecido en los niveles de especificación "G Limited Edition" (FWD) y "G Four Limited Edition" (AWD), el Altis se correlaciona aproximadamente con los equivalentes del Camry. [123]Visualmente, el Altis es idéntico al Camry del mercado japonés, con solo el distintivo exclusivo del Daihatsu. [124]
El acabado interior de grano de madera del Camry / Altis cambió de marrón amarillento a marrón rojizo durante una pequeña actualización en julio de 2007, [125] [126] con VSC como equipamiento estándar cuando la versión de lavado  de  cara  comenzó a venderse el 13 de enero de 2009. [ 127][128] [129] Toyota dejó de fabricar modelos de la marca Daihatsu en febrero de 2010 [126] debido a las bajas ventas; sólo 447 unidades de la serie XV40 Altis se registraron en tres años. [124]
Para el mercado indio, el Camry está disponible en cuatro niveles de especificación: "W1", "W2", "W3" y "W4". La base "W1" está equipada con el motor de gasolina de 2.4 litros y transmisión manual de cinco velocidades. Está equipado con aire acondicionado de control de clima de doble zona, un reproductor de seis CDs,  asientos delanteros eléctricos, limpiaparabrisas con sensor de lluvia, seis bolsas de aire y faros delanteros de descarga de alta intensidad (HID). Las actualizaciones al grado "W2" incluyen: una transmisión automática de cinco velocidades, control de crucero, ventilaciones traseras de HVAC y control de estabilidad del vehículo (VSC). Las versiones "W3" y "W4" se especifican de manera idéntica a las de "W1" y "W2", respectivamente, excepto para la adición de un techo corredizo. [130]En el Medio Oriente, la gama Camry proviene de Toyota Australia [131] y solo está disponible con el motor de 2.4 litros, con la opción de transmisión manual y automática. [132]Se ofrecen tres niveles de equipamiento: "GL", "GLX" y "SE". [133]
Australasia
La versión para el mercado australiano del XV40 Camry hizo su debut en los medios el 25 de julio de 2006. [134]Producidos en la planta de Toyota Australia en Altona, Victoria, [135] Los XV40 fabricados en Australia también se exportaron a Nueva Zelandia y las islas del Pacífico, aunque la mayoría de las exportaciones se dirigieron al Oriente Medio. [136]En 2008, el Camry era el vehículo de producción australiana más vendido, si se tienen en cuenta todas las ventas, tanto nacionales como de exportación. [137]
Por primera vez desde 1988, el Camry se comercializó en Australasia únicamente con un motor de cuatro cilindros. Esta decisión se tomó ya que el Aurion, un modelo que deriva del Camry, se ofreció solo en configuración V6. [138]Esta estrategia de dos niveles iba en contra de la fórmula anterior de Toyota Australia de ofrecer motores de cuatro y seis cilindros en el Camry de tamaño mediano junto con el Avalon de seis cilindros más grande. [139]La gama simplificada del Camry australiano comprendía "Altise", "Sportivo", "Ateva" y "Grande". [140]La gama de modelos en Nueva Zelanda siguió esto de cerca, ofrecida en tres niveles de especificación: "GL" (Altise), "Sportivo" y "GLX" (Grande). Los niveles de equipamiento se corresponden directamente con los de los coches australianos, aunque en el "GL" se instaló el conjunto completo de airbags de serie. [30][141] [142]
Los niveles de equipamiento para el modelo básico "Altise" comprendían (en el lanzamiento) aire acondicionado, control de crucero, ventanas y espejos eléctricos, ruedas de acero de 16 pulgadas y un reproductor de CD de un solo disco. [143]El grado "Sportivo" agregó llantas de aleación de 17 pulgadas, un kit de carrocería, luces antiniebla delanteras, asientos delanteros reforzados con ajuste eléctrico, volante forrado en cuero, palancas de cambio y freno de mano, bolsas de aire laterales y de cortina y un reproductor de seis CD en el tablero. . [143]Sobre la base de la especificación "Altise", el "Ateva" ganó llantas de aleación de 16 pulgadas, un marco de rejilla cromado, faros antiniebla, aire acondicionado con control de clima de doble zona, bolsas de aire laterales y de cortina, un sistema de audio de CD de seis pilas, asientos delanteros  ajustables  eléctricamente,  faros automáticos, computadora de viaje,  volante  y  palancas de cambio y freno de mano forrados en cuero. [143]Además de esto, la especificación "Grande" incorpora tapicería de cuero, inserciones de vetas de madera, navegación por satélite, Control de Estabilidad del Vehículo (VSC), conectividad Bluetooth, limpiaparabrisas con sensor de lluvia, un techo corredizo y una persiana en la ventana trasera operada eléctricamente. [143]
El VSC no estuvo disponible en toda la gama hasta agosto de 2007, cuando se convirtió en estándar en todas las variantes. [144]En mayo de 2008, la variante Grande recibió un cambio en la especificación del mismo juego de llantas de aleación que la variante "Sportivo", [145] a diferencia del estilo anterior compartido con el grado "Ateva". [146]Toyota lanzó el "Ateva L" al mismo tiempo que este cambio de funcionamiento. La edición limitada "Ateva L" agregó un alerón trasero, llantas de aleación "Sportivo" y molduras de cuero. [145][147] Una segunda edición limitada del XV40, el "Touring", se lanzó en abril de 2009 con un precio idéntico al del "Altise" equipado con transmisión automática. El "Touring" agregó llantas de aleación de 17 pulgadas, la parrilla "Sportivo", una salida de escape cromada, luces antiniebla delanteras, un cambiador de CD de seis discos, aire acondicionado con control de clima de doble zona y un volante de cuero, freno de mano y palanca de selección de marchas. . [148]
El 20 de julio de 2009 llegaron más actualizaciones de equipos, cuando salió a la venta la gama australiana renovada. Todas las variantes ahora ofrecían seis airbags, Bluetooth, un conector de entrada de audio auxiliar para el sistema de sonido, luces de la visera solar y bolsillos en el respaldo de los asientos. El grado "Ateva" recibió un nuevo sistema de audio con LCD en color de 4.3 pulgadas que incorpora una cámara de visión trasera, mientras que la variante "Sportivo" obtuvo el mismo LCD y control de clima de doble zona. Las mejoras para el "Grande" incluyeron un sistema de arranque y entrada sin llave, sensores de estacionamiento traseros, un espejo retrovisor electrocromático, una cámara retrovisora y un sistema de sonido mejorado. [149]A partir de la producción de marzo de 2010, se fabricaron llantas de aleación como equipamiento estándar de la base "Altise". [150]La edición limitada "Touring" se relanzó en junio siguiente, esta vez agregando una cámara de marcha atrás, un alerón trasero y transmisión manual disponible sobre la versión anterior. [151]Debido a la falta de demanda, la fabricación australiana de Camrys equipados con transmisiones manuales terminó a fines de mayo de 2011. [152][153]
Como parte del "Fondo de innovación de vehículos ecológicos" del Gobierno de Australia, Toyota recibió una subvención de 35 millones de dólares australianos en junio de 2008 para garantizar el comienzo de la producción local del tren motriz híbrido Camry. [154]Antes de su lanzamiento, Toyota Australia mostró un modelo de concepto oficial, el "HC-CV" (Vehículo de concepto de Camry híbrido) en el Salón Internacional del Automóvil de Melbourne 2009. [155]El "HC-CV" se distingue del diseño del Camry híbrido renovado en el que se basa por la inclusión de una fascia delantera modificada, ruedas y faldones laterales rediseñados, un alerón trasero personalizado y tapicería de cuero que incorpora el  logotipo "Hybrid Synergy Drive". [156]La producción a gran escala comenzó el 11 de diciembre de 2009, [157] después de que se produjera un pequeño lote de vehículos de preproducción a partir del 31 de agosto. [158]Toyota lanzó el Camry híbrido a la venta en Australia durante febrero de 2010, [159] con planes de vender unas 10.000 unidades por año. [160]Después de su lanzamiento, el Camry híbrido se convirtió en el primer vehículo fabricado en Australia en obtener la calificación de cinco estrellas más importantes en la "Guía de vehículos ecológicos" del Gobierno australiano. [161]El modelo híbrido se ofrece en dos niveles de equipamiento, equivalentes a las variantes de gasolina de gama media "Ateva" y de lujo "Grande". [162]La especificación de nivel de entrada no designada está equipada de manera idéntica al "Ateva", excepto por la omisión de los asientos delanteros eléctricos y la adición de sensores de marcha atrás, entrada / arranque sin llave y VDIM. [143][163] [164] Un paquete de opciones incluye la adición de un sistema de sonido premium de ocho bocinas, conectividad Bluetooth y navegación por satélite. [163]El Camry híbrido de segundo nivel "Luxury" adquiere tapizado interior de cuero, asientos delanteros ajustables eléctricamente, limpiaparabrisas con sensor de lluvia, un espejo retrovisor electrocromático y un alerón trasero. Un paquete de opciones para el "Lujo" incluye el equipo del paquete de opciones "básico" antes mencionado, más un techo corredizo y mejoras en la iluminación interior para los pasajeros traseros. [163]
Europa
Toyota comenzó a producir el Camry en sus instalaciones de Rusia en diciembre de 2007. [165]En Rusia, el XV40 está disponible con el motor de cuatro cilindros de 2.4 litros (con transmisión manual y automática) o el V6 de 3.5 litros. [166]Los niveles de equipamiento disponibles en Rusia incluyen: Комфорт (Comfort), Элеганс (Elegance), Элеганс плюс (Elegance Plus), Престиж (Prestige) y Люкс (Deluxe). [167]
América del Norte
En Norteamérica, el Camry modelo 2007 de la serie XV40 vino con un motor estándar de cuatro cilindros y 2.4 litros o un V6 opcional de 3.5 litros. [14]El 2.4 litros viene de serie con una transmisión manual de cinco velocidades; una automática de cinco velocidades era opcional en los modelos "CE" y "SE", estándar en "LE" y "XLE". [168][169] El motor V6 con transmisión automática de seis velocidades era opcional en todos los modelos excepto en el "CE" básico, que solo estaba disponible en los Estados Unidos. [168][169] Después del año modelo 2008, Toyota eliminó el identificador "CE" de la oferta básica. [170]
En cuanto a la seguridad, todos los XV40 en los Estados Unidos y Canadá vienen equipados de fábrica con dos airbags frontales, airbags laterales para el torso montados en los asientos delanteros, airbags laterales de cortina en las filas delantera y trasera y airbag para las rodillas del conductor. También eran estándar un sistema de control de la presión de los neumáticos, frenos antibloqueo (ABS), asistencia de frenado y distribución electrónica de la fuerza de frenado. [168][169] En los Estados Unidos, el control de estabilidad del vehículo (VSC) era opcional en todos los modelos (excepto en el híbrido, donde el VDIM era estándar) para los modelos de 2007 a 2009, pero se estandarizó para 2009. [168][171] [172] Los modelos con especificación canadiense de 2007 y 2008 tenían el estándar VSC en los adornos "SE" y "XLE" con motor V6, opcionales en el "LE" V6, con VDIM nuevamente reservado para el híbrido. [169][173] Toyota Canadá extendió el VSC a todos los modelos durante el año modelo 2009, excepto al modelo básico de cuatro cilindros "LE", donde estaba disponible como parte del Paquete Convenience. [174]Los modelos renovados de 2010, vendidos en Canadá a partir de abril de 2009, tienen el estándar VSC. [175]
En el nivel de entrada "CE", las características incluían: rines de 16 pulgadas, aire acondicionado, ventanas y espejos eléctricos, control de crucero y un sistema de audio de seis bocinas con reproductor de CD y entrada auxiliar. [176]La entrada sin llave y un asiento del conductor eléctrico de ocho posiciones se agregaron a la moldura "LE", con la "SE" ganando un tono de suspensión más firme, llantas de aleación de 17 pulgadas, iluminación del indicador Optitron teñida de azul y molduras interiores y exteriores orientadas a los deportes modificaciones. [40][176] El "XLE" de nivel superior se basa en la especificación "LE", con un sistema de sonido JBL de seis CD con una potencia de 440 vatios, con tecnología Bluetooth integrada. [168][176] Otras mejoras "XLE" comprenden un techo corredizo, aire acondicionado automático de doble zona con control de clima con filtro de aire, navegación por satélite, detalles en madera y asientos traseros reclinables. [176]En los modelos "XLE" de cuatro cilindros, el tejido interior está recubierto con extracto de capullo de gusano de seda, mientras que los asientos delanteros con calefacción y la tapicería de cuero son estándar en el "XLE" equipado con el V6. [168][176 ]
Las características incluyen un sistema de filtración de tipo purificador de aire de iones opcional. Para 2010, una cámara retrovisora se convirtió en opcional en los modelos SE y XLE. Los nuevos motores de 4 cilindros en línea de 2.5 litros reemplazan al anterior de cuatro cilindros de 2.4 litros en los modelos no híbridos. Una versión más potente es exclusiva del Camry SE, y el sistema de llave inteligente de Toyota ahora está disponible para el SE (anteriormente solo estaba disponible para el XLE).
Las ventas en los Estados Unidos, el mercado principal del Camry, aumentaron significativamente en el año siguiente al lanzamiento. En abril de 2007, Toyota comenzó a producir modelos Camry adicionales en Subaru of Indiana Automotive en Lafayette, Indiana. En un estudio de Cars.com American-Made Index, el Camry obtuvo la clasificación más alta, [177] todos los modelos vendidos en los EE. UU. Se ensamblan allí. [178]
Consumer Reports 2007 Annual Car Reliability Survey otorgó a la versión V6 del Camry una calificación "por debajo del promedio", debido a problemas de transmisión, eliminando así el V6 Camry de la lista "Recomendado" de Consumer Reports
. Esta clasificación no se aplica a las versiones de cuatro cilindros e híbridas, que continuaron siendo recomendadas. Sin embargo, estos problemas se han corregido y la versión V6 ha mejorado a "media". [179]Los primeros tres años del modelo del Camry de esta generación también estuvieron plagados de problemas de consumo excesivo de aceite. Muchos propietarios afirmaron que sus motores perderían más de un litro de aceite en tan solo 1,000 millas. Más tarde, Toyota implementó un programa de mejora de la garantía para corregir este problema sin cargo para los clientes. Toyota también ofreció reembolsos completos a los propietarios que anteriormente pagaron las reparaciones, incluso si las reparaciones se realizaron antes del programa de mejora de la garantía.
El Camry Hybrid es muy similar al XLE, pero tiene asientos de tela estándar, tren motriz híbrido y VDIM. Para conmemorar los 50 años de ventas de Toyota en los Estados Unidos, Toyota construyó una edición especial 2007 Camry Hybrid. La 50th Anniversary Edition se limitó a 3000 unidades y cuenta con ruedas e insignias únicas, y está pintada exclusivamente en el color "Blizzard Pearl". [180]El Camry híbrido también ha recibido dos premios en América del Norte: el Auto Verde del Año 2007 otorgado por Green Car Journal, [181] y el Auto del Año 2007 en la categoría de Sedán Familiar (más de CA $ 30,000) otorgado por los Periodistas del Automóvil. Asociación de Canadá. [182]
Cuando se lanzó, la EPA calificó al híbrido como un 27 por ciento más económico en el ciclo combinado en comparación con la versión automática no híbrida de 2.4 litros. [183]Las clasificaciones de economía de combustible de la Agencia de Protección Ambiental de los Estados Unidos (EPA) para el Toyota Camry Hybrid 2007 son 40 mpg-EE. UU. (5.9 L / 100 km; 48 mpg-imp) (Ciudad) y 38 mpg-EE. UU. (6.2 L / 100 km; 46 mpg-imp) (Autopista). El método revisado de la EPA para estimar la economía de combustible para los modelos 2008 y subsiguientes, que ahora considera los efectos del aire acondicionado, la aceleración rápida y las bajas temperaturas, estima 33 mpg-US (7.1 L / 100 km; 40 mpg-imp) (ciudad) y 34 mpg-EE. UU. (6,9 L / 100 km; 41 mpg-imp) (carretera). [184]
La Junta de Recursos del Aire de California (CARB) ha certificado el Camry Hybrid como AT-PZEV, mientras que la EPA le ha asignado una puntuación de Nivel II, Bin 3 para la mayoría de los estados, una versión más limpia se vende a los estados de CARB. [185]El híbrido también cumple con los estándares de vehículos de emisiones súper ultrabajas (SULEV) de EE. UU., Lo que significa que produce emisiones mínimas de hidrocarburos, óxidos nitrosos y monóxido de carbono, y hasta el año modelo 2010 tenía un "puntaje de gases de efecto invernadero" de la Agencia de Protección Ambiental (EPA). de 9.5 para California y 8.0 para vehículos con certificación federal. [186]
En América del Norte, el Camry Hybrid se ha beneficiado de varios incentivos gubernamentales relacionados con impuestos y disposiciones especiales en carriles para viajes compartidos (consulte: crédito fiscal híbrido e incentivos gubernamentales para vehículos de bajo consumo de combustible en los Estados Unidos para obtener más información).
Esta generación ingresó a las carreras de autos stock en los Estados Unidos en 2007 como parte de la entrada de Toyota en NASCAR. El movimiento convirtió al XV40 Camry en el primer vehículo extranjero en el circuito de NASCAR desde que el MG MGA de fabricación británica se usó en la Grand National Series en 1963. La siguiente generación XV50 continuaría participando del Toyota Camry en NASCAR.